# Huehuetán
Huehuetán là một đô thị thuộc bang Chiapas, México. Năm 2005, dân số của đô thị này là 30450 người.